# محوطه آق بولاغ
محوطه آق بولاغ مربوط به دوره اشکانیان - دوره ساسانیان است و در شهرستان ماهنشان، بخش انگوران، دهستان انگوران، جنوب روستایی آق بولاغ، چسبیده به خانه‌های روستا واقع شده و این اثر در تاریخ ۲۷ بهمن ۱۳۸۷ با شمارهٔ ثبت ۲۴۵۸۵ به‌عنوان یکی از آثار ملی ایران به ثبت رسیده است.